# Bella gente d'Appennino - Di madri e di famiglie
Bella Gente d'Appennino - Di madri e di famiglie è un album dal vivo di Giovanni Lindo Ferretti uscito nel 2018, registrato durante un concerto il 13 dicembre 2017 a Reggio Emilia.

## Tracce
Testi e musiche di Giovanni Lindo Ferretti.
1. Di montagne e di famiglie – 1:18
2. Del mondo – 5:36
3. Sant'Alcia – 0:39
4. Annarella – 3:13
5. Reggio Emilia, 1960 – 3:10
6. And the Radio Plays (strumentale) – 0:25
7. Il mio Appennino – 2:34
8. Depressione caspica – 5:00
9. Brace – 3:43
10. Generazione su generazione – 1:02
11. Madre – 2:59
12. Una madre col suo figliolo – 2:26
13. Paxo de Jerusalem – 3:48
14. Fronte ai millenni – 0:33
15. Te Deum – 6:01
16. Venerabile dimora – 3:21
17. Cronaca montana – 3:44
18. Polka dell'apocalisse – 2:37
19. Maternale – 3:27
20. Cronaca filiale – 4:26
21. Inch'Allah - Ça va – 4:07
22. Sono ed ero – 2:46
23. Amandoti – 4:17

## Classifiche
| Classifica (2018) | Posizione massima |
| ----------------- | ----------------- |
| Italia            | 41                |